# Strzykawka bezigłowa

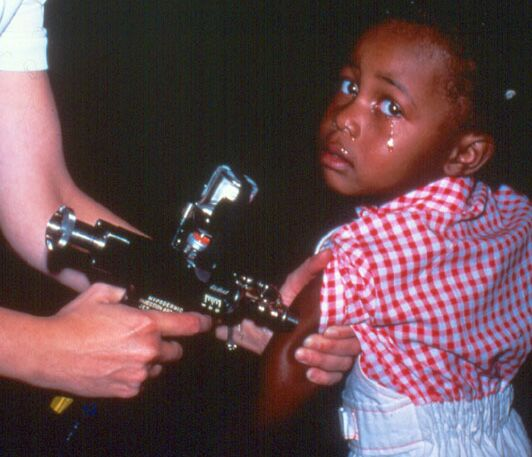
Pracownik służby zdrowia używający strzykawki bezigłowej

Strzykawka bezigłowa – technika podawania leków przy użyciu strzykawek, w których nie jest wymagane zastosowanie igieł. Zasada działania tej strzykawki polega na wyrzuceniu bardzo cienkiego strumienia cieczy z olbrzymią prędkością przez końcówkę strzykawki przyłożoną bezpośrednio do skóry, dzięki czemu lek przenika przez tkanki bez konieczności nakłucia.
W strzykawkach tego typu do przesunięcia tłoka z dużą prędkością wykorzystuje się ciśnienie dwutlenku węgla (system Biojector®) uwalnianego ze specjalnego zasobnika lub zwolnienie uprzednio napiętej sprężyny (system Vitaject®). Dzięki temu strumień wytryskującego płynu osiąga prędkość około 800 km/h.
Strzykawka jest zakończona otworem o średnicy kilku mikrometrów (zależy ona od wielkości cząsteczki leku), który jest przykładany z lekkim naciskiem do skóry i następnie uruchamiany jest przycisk zwalniający. Przy tak dużej szybkości przesuwu tłoka lek jest w ciągu ułamków sekundy „przeciskany” przez skórę, co jest praktycznie bezbolesne.
Technologia strzykawek bezigłowych ma poważne ograniczenia:
- nie można w ten sposób podawać dużych objętości leków (barierą jest obecnie 1 ml)
- leki podawane w ten sposób muszą być przygotowywane w specjalnych dozownikach.

Niewątpliwymi zaletami jest ograniczenie bólu podczas zastrzyku oraz brak zużytych igieł, będących potencjalnym materiałem zakaźnym.
Powyższe ograniczenia i zalety powodują, że system jest odpowiedni do zastosowania, gdy konieczne jest:
- wstrzyknięcie małej objętości leku (np. hormonu)
- bezbólowe podanie leku (np. szczepionki u dzieci)
- częste wykonywanie iniekcji (np. podawanie insuliny w przebiegu cukrzycy).

## W fikcji
Urządzenia do iniekcji działające na zasadzie strzykawki bezigłowej pojawiają się pod nazwą hypospray w serii Star Trek.

Przeczytaj ostrzeżenie dotyczące informacji medycznych i pokrewnych zamieszczonych w Wikipedii.